# Federico Bruno
Federico Bruno, född 18 juni 1993, är en argentinsk friidrottare. Han deltog vid olympiska sommarspelen 2016.